# コンビナート高度統合運営技術研究組合
コンビナート高度統合運営技術研究組合（コンビナートこうどとうごううんえいぎじゅつけんきゅうくみあい、英語: Research Association of Industrial Complex Integration for Group-Operation）は、日本の技術研究組合である。略称はRING。

## 概要
RINGは、最初は石油コンビナートに関する技術研究組合として2000年5月に技術研究組合法に基づき経済産業省認可法人として設立され、その後、2024年6月にコンビナート全般の高度統合運営技術に関する試験研究その他組合員の技術の向上及び実用化を図る組合に改組された。

三次にわたる技術開発事業を経て、世界の石油産業の調査・分析事業、日本の石油産業の構造改善事業、石油製品の安定供給事業に取り組み、日本のコンビナートの企業連携と一体的運営を促進し、省エネ・省資源や環境問題への対応といった社会貢献を実現してきた。

## 歴史
石油精製を中心として石油化学等を組み合わせた｢石油コンビナート｣は、1960年代から日本各地に建設され、日本の重化学工業発展の基盤として、我が国経済の高度成長に大きく貢献してきた。

しかし、1990年代には、内外の競争激化、資源・エネルギー消費の最小化、環境問題への対応、さらには立地条件等我が国固有の制約のため、石油コンビナートは、より高度な一体運営を求められることとなった。

このような観点から、日本の石油産業及び化学産業の20社が2000年にRINGを設立、経済産業省の支援を受けてコンビナート・ルネッサンス事業（RING事業）を開始した。

技術開発事業であるRING事業は、2009年まで、RING-I ～ RING-III の三次にわたって実施され、

その後は、連携推進や統合運営に関する事業として、2009年からはコンビナート連携石油安定供給対策事業を実施、さらに2014年からは石油産業構造改善事業に取り組んでいる。

また、RINGでは、技術開発事業と併行して、調査研究事業に着手、石油精製業において原油選択，生産計画で広く使われている線形計画法（Linear Programming：LP）を用いて，全国レベルで需要想定量と設備能力の不均衡(インバランス）を定量的に示す全国石精 LP モデルを構築、2020年には、これを化学分野に拡充した石精石化統合モデルによる需給試算と内外のコンビナートの競争力評価の結果から、2050年を見据えた石油コンビナートの強化・再生に関する分析調査を行っている。

RINGの活動は、日本の石油コンビナートの国際競争力強化のための設備の共同運用や原材料の最適融通、高効率な省エネルギーや環境負荷低減から、カーボンニュートラルコンビナート構築の基盤となる水素供給運営管理システムなどの高度な機能融合技術の開発へと進化してきた。また、同業種さらには異業種との連携や地域社会との共生の実践は、日本の石油化学業界の発展に少なからぬ影響を与えてきている。

## 技術開発事業

### RING-I - 石油精製高度統合運営技術開発
第1次RING事業として、2000年～2002年の3ヵ年で、コンビナート内設備の共同運用による製品や原材料の最適融通のための操業情報の共有化技術及び生産管理技術等の開発を、鹿島、川崎、瀬戸内、水島、周南の5地区、5テーマで実施した。

### RING-II - 石油精製環境低負荷高度統合技術開発
続く第2次RING事業では、2003年 - 2005年の3ヶ年で、副生成物の高度利用技術、コンビナート域内エネルギー効率利用や新たな環境負荷低減対策技術等の開発を、鹿島、千葉、堺・泉北、水島、周南の5地区、7テーマで実施した。

### RING-III - 石油精製高度機能融合技術開発
さらに第3次RING事業として、2006年 - 2009年の4ヶ年で、コンビナート域内の生産性の向上及び環境負荷の低減等を進めるための高効率生産技術や高付加価値原料製造技術等の高度機能融合技術の開発を、鹿島、千葉、水島の3地区、3テーマで実施した。

## コンビナート連携石油安定供給対策事業
コンビナート連携により、石油精製業を中心とする地域内外の連携設備の効果的設置による拡大融合を促進して製油所の競争力を強化するとともに、石油資源の有効活用を図り原油処理量を減らすことを通じエネルギーセキュリティを確保することを目的として、コンビナート連携石油安定供給対策事業を、2009年 - 2013年の5ヶ年、千葉・知多・四日市・水島の４地区、６テーマで実施した。

## 石油産業構造改善事業
2014年から、RINGは、経済産業省が実施する石油産業構造改善事業を支援している。この事業は、地域内外の複数製油所等の統合型運営に基づく高付加価値な石油精製・石油化学等設備の共用・増強・集約化や、非効率設備の廃棄等により、日本の石油コンビナートの設備最適化を促進し、石油産業の供給構造改善を推進するものである。

## 調査分析事業
RINGでは、技術開発事業と併行して調査研究事業を実施、国内外のコンビナート統合運営の実態調査、国際競争力の総合評価とともに、各種製品需要と設備能力の不均衡に関する定量評価を行い、日本の石油コンビナートが中長期的に目指すべき方向性や課題の整理とその解決に向けた提言を行っている。

### 国内石油コンビナートの国際競争力評価・分析
国内外の石油コンビナートについて、国際競争力を評価する指標を特定し、評価手法として 階層化意思決定法（Analytic Hierachy Process：AHP）を採用、比較分析を実施し、課題を抽出している。

### 海外コンビナートの分析調査
国内石油コンビナートの競合相手となるアジア等各国の動向や戦略を文献及び専門家からのヒアリングなどにより調査し、短中期の課題を抽出している。

### 石油・石化製品の需給バランスに関する分析調査
石油・石化製品の将来的な需給バランス変動に対する課題を定量的に分析検討するため、石油精製分野のLPモデルと石油化学分野の全国石化バランスモデルを連結する石精石化統合 LP モデルを構築。石油化学製品需要予測に基づく、全国及び地域別の需給試算結果から、各々の課題を抽出している。

### コンビナートの二酸化炭素排出削減量見通し
全国のコンビナートの製油所とエチレンセンターを対象にLPモデルを活用して将来的な二酸化炭素排出量（Scope１＋２）を予測するとともに、各コンビナートにおける設備戦略、装置構成、企業間融通等の対策の効果を織り込んで、全国及び地域別の二酸化炭素排出削減量の見通しを提示している。

## RING事業の評価
RINGは、コンビナート統合の基盤技術、統合高度化・環境対応技術、全体最適技術等の技術について、実証研究により連続操業できる産業技術として確立した。

連携による技術開発の実践は、日本社会の阻害要因、いわゆる「人の壁」､「資本の壁」、「地理の壁」を超えた企業連携の嚆矢ともなり、石油会社同士や石油化学会社の事業連携や統合に発展したケースも見られる。

またRINGの活動は、各地区での企業・自治体関係者の連携検討会等への波及を通じて、地域共生の気運の高まりにもつながっている。
これらの事業が契機となり、各種の産業間連携や一体運営、異業種省エネ連携等の取組みにつながり、石油の安定供給、資源の有効活用、国際競争力強化、地球温暖化防止対策に寄与してきた。